# The Skating Bug
The Skating Bug est un film muet américain réalisé par Thomas H. Ince et sorti en 1911.

## Fiche technique
- Réalisation : Thomas H. Ince
- Production : Carl Laemmle
- Date de sortie :  États-Unis : 31 juillet 1911

## Distribution
- Mary Pickford